# Sandhóll
Sandhóll är en kulle i republiken Island. Den ligger i regionen Austurland, 400 km öster om huvudstaden Reykjavík. Toppen på Sandhóll är 525 meter över havet.
Trakten runt Sandhóll är nära nog obefolkad, med mindre än två invånare per kvadratkilometer. Trakten runt Sandhóll består i huvudsak av gräsmarker.